# Torneo Albert Schweitzer 1967
Il Torneo Albert Schweitzer 1967 si è svolto nel 1967 a Mannheim, nell'allora Germania Ovest.

## Classifica finale
| Pos. | Squadra        |
| ---- | -------------- |
|      | Polonia        |
|      | Austria        |
|      | Francia        |
| 4.   | Belgio         |
| 5.   | Cecoslovacchia |
| 6.   | Italia         |
| 7.   | Paesi Bassi    |
| 8.   | Inghilterra    |
| 9.   | Germania Ovest |
| 10.  | Stati Uniti    |
| 11.  | Svizzera       |
| 12.  | Lussemburgo    |